# HD 147550
HD 147550，又名BD-01 3174，SAO 141129、HR 6096，是一颗恒星，视星等为6.23，位于銀經11.79，銀緯31.41，其B1900.0坐标为赤經16h 17m 27.4s，赤緯-1° 31.41′ 40″。